# Rémi Panossian
Rémi Panossian, né le 7 mars 1983 à Montpellier, est un pianiste français de jazz.
Il est particulièrement connu pour son travail au sein du Rémi Panossian Trio, parfois simplifié en RP3, avec lequel il tourne dans le monde entier, en particulier en Asie (Japon, Corée, etc.).

## Biographie

### Jeunesse et formation
Rémi Panossian nait le 7 mars 1983 à Montpellier. Son père est psychologue, il a quitté l'Arménie pendant le génocide alors qu'il avait 5 ou 6 ans et a grandi dans des orphelinats français ; sa mère est assistante sociale. S'ils ne sont pas musiciens, ils vont souvent à des spectacles avec leur fils, et notamment à des concerts,.
Il commence le piano à sept ans, quand sa mère décide de retrouver le piano sur lequel elle jouait enfant. Avec sa professeure, il joue principalement de la musique classique, mais également un peu de ragtimes ou de boogie-woogie. À 10 ans, après un concert de Michel Petrucciani, il commence à prendre des cours de jazz, et étudie au JAM de Montpellier à partir 1998, où il étudie l'harmonie, l'improvisation et l'histoire du jazz. Il y rencontre Stéphane Kochoyan, Steve Coleman, Andy Milne, Christian Lavigne ou Anthony Tidd. En 2000, il participe à un concert avec écrivaine Régine Detambel au festival Off de Jazz à Vienne.
Après son bac et le diplôme du JAM, à 17 ans, il s'installe à Toulouse, où il étudie deux ans au conservatoire. Il obtient un Diplôme d'études musicales de jazz et de musiques improvisées et un DEUG de Musicologie.

### Carrière
Rémi Panossian est professionnel depuis la fin de ses études à 19 ans.
Entre 2005 et 2008, il joue en duo avec le contrebassiste Julien Duthu. Les deux musiciens enregistrent en 2005 No end, leur premier album paru chez Nocturne, suivi de Two en 2008 chez Plus Loin Music,.

### Rémi Panossian Trio
En 2009, il forme le Rémi Panossian Trio, avec Maxime Delporte à la contrebasse et Frédéric Petitprez à la batterie. qu'il a rencontré au conservatoire de Toulouse. Partant du principe qu'ils ne seront jamais aussi bons que Bill Evans ou Keith Jarrett dans un trio de standards, le trio se dédie aux compositions originales, signées des trois musiciens,. Au fil des années, ce trio tourne dans le monde entier, en particulier au Japon et en Corée,,,.
Le premier album du trio Add Fiction sort en 2010. Il est produit par Yann Martin pour Plus Loin Music,.
Leur second album, Bbang, paru en 2013, tire son nom d'une onomatopée coréenne qui marque le son d'une explosion. Les titres des morceaux forment une sorte de carnet de voyage (la Blue Box, une boite bleue dans laquelle sont placés des souvenirs) où on croise un chauffeur de taxi ancien alcoolique (Healthy Cab), un bar coréen (3 Drinking Lab) ou une vieille maison japonaise (Shikori). L'album est salué par la critique,,,,. Cette même année, ils sont acclamés en première partie d'Aldo Romano lors de Nancy Jazz Pulsations.
Leur troisième album RP3 (2015) est produit par Éric Legnini,.
Sur Morning Smile (2017), le trio invite d'autres musiciens : le MC Racecar, le trompettiste Nicolas Gardel, les saxophonistes Ferdinand Doumerc et Nicole Johänntgen, la chanteuse Ayako Takato, la flûtiste et chanteuse Maïa Barouh et un quatuor à cordes. À cette occasion, le groupe conçoit un spectacle muscial avec le dessinateur et scénographe Yacine Ait Kaci,.
In Odd We Trust, paru 2019, marque les dix ans d'existence du trio. Il est salué par la critique,.
Le trio avait prévu un album live enregistré à Séoul, avec des morceaux issus des différents albums, pour fêter les dix ans de leur premier album. La pandémie de Covid-19 change leurs plans, et l'album est finalement enregistré au Bikini de Toulouse. Il parait en 2022 sous le titre Happy Birthdé, et est salué par la critique,.
Sur Sun Monkey Voltage (2022), les trois musiciens élargissent leur palette instrumentale : Rémi Panossian joue du Fender Rhodes, Maxime Delporte de la basse électrique et Frédéric Petitprez joue de l'EBow et des claviers,.

### Autres projets
Pendant une douzaine d'années, Rémi Panossian joue en piano solo au Rest’O Jazz, un club de Toulouse. Il joue également dans le cadre de Piano aux Jacobins, et fait quelques tournées en Asie en piano solo. Quand il apprend que le Rest’O Jazz fermera ses portes à l'été 2017, il décide qu'il est temps d'enregistrer un disque en piano solo dans ce lieu. L'album Do sort en 2017, produit par le trompettiste Nicolas Gardel, ami de longue date. Le titre est un triple jeu de mots : il fait référence à la note Do, au verbe signifiant « faire » en anglais ainsi qu'au mot signifiant « île » en coréen. On y trouve des compositions originales ainsi que trois reprises : Paint It, Black des Rolling Stones, Merry Christmas Mr. Lawrence de Ryūichi Sakamoto et Caravan de Duke Ellington,.
Il retrouve Nicolas Gardel pour un disque en duo enregistré chez Maxime Delporte en quatre jours. The Mirror sort en 2019,,.

## Récompenses
- 2008 : Trophée « Nouveaux talents » du Festival Jazz à Montauban pour son duo avec Julien Duthu[1]
- 2011 : le Rémi Panossian Trio est « Révélation de l'année » pour TSF Jazz[1]
- 2019 :  Chevalier de l'ordre des Arts et des Lettres[20]

## Style
Parmi ses influences, il cite Michel Petrucciani, Keith Jarrett ou Brad Mehldau,. Il écoute également du rock, comme Radiohead, The Velvet Underground, The Rolling Stones, The Roots, Janis Joplin… Il aime également l'approche modale de Chopin, Ravel, Debussy et Satie. On peut également rapprocher le travail du trio à celui de The Bad Plus et d'Esbjörn Svensson,.
Le Rémi Panossian Trio apporte un soin particulier à la mélodie, et mêle le jazz à une énergie rock,. On trouve également chez eux un goût prononcé pour la narration, tant dans la construction des morceaux que dans les titres, ainsi qu'un certain humour, notamment dans le travail sur les pochettes de disque et dans les titres des morceaux, souvent en forme de jeu de mots,.

## Discographie

### Rémi Panossian Trio
- 2010 : Add Fiction (Plus Loin Music)
- 2013 : Bbang (Plus Loin Music)
- 2015 : RP3 (Jazz Family)
- 2017 : Morning Smile (Jazz Family)
- 2019 : In Odd We Trust (Add Fiction)
- 2022 : Happy Birthdé - Live (Add Fiction)
- 2022 : Sun Monkey Voltage (Regarts)

### Autres albums
- 2005 : No End…, avec Julien Duthu (Nocturne)
- 2008 : Two, avec Julien Duthu (Nocturne)
- 2017 : Do, piano solo (Jazz Family)
- 2019 : The Mirror, avec Nicolas Gardel (Clap Production)
- 2020 : Bodi, de Frederika, piano sur un titre (autoproduit)

### Musique de film
- 2016 : Les Ogres de Léa Fehner, piano sur un morceau

## Liens
- (fr + en) Site officiel
- Ressources relatives à la musique :   - AllMusic
  - Discogs
  - MusicBrainz
  - Muziekweb
- Ressource relative à plusieurs domaines :   - Radio France
- Notices d'autorité :   - VIAF
  - BnF (données)
  - IdRef
  - Tchéquie